# دهستان پایین ولایت (تایباد)
پایین ولایت، دهستانی است از توابع بخش مرکزی شهرستان تایباد در استان خراسان رضوی.
این دهستان بر اساس سرشماری سال ۱۳۸۵ جمعیت آن (۱٬۲۰۹ خانوار) ۵٬۶۸۹ نفر 
است.